# هوغو ماركوس غانتس
هوغو ماركوس غانتس (بالألمانية: Hugo Markus Ganz)‏ هو صحفي ألماني، ولد في 24 أبريل 1862 في ماينتس في ألمانيا، وتوفي في 2 يناير 1922.